# Фридрих I (Бар)
Вижте пояснителната страница за други личности с името Фридрих I.
Фридрих I (на френски: Frédéric I; на немски: Friedrich I; * ок. 912, † 18 май 978) от род Вигерихиди или Арденски дом, е граф на Бар през 955 – 978 и през 959 – 978 г. херцог на Горна Лотарингия.

## Живот
Фридрих е вторият син на Вигерих († пр. 919), пфалцграф на Лотарингия, и на Кунигунда († сл. 923), внучка на крал Лудвиг Заекващия от род Каролинги.
Фридрих получава през 955 г. Графство Бар, чрез размяна с епископа на Тул. През 959 г. Бруно I Велики, епископ на Кьолн, херцог на Лотарингия, по предложение на лотарингските племена, го номинира за херцог на Горна Лотарингия.
През 954/955 г. Фридрих се жени за Беатрис Френска (* 939, † 23 август сл. 987), дъщеря на Хуго Велики († 956), херцог на Франкония от род Робертини, единственият син на Робер I, краля на Франция, и на третата му съпруга Хедвига Саксонска († 959), дъщеря на крал Хайнрих I Птицелов и Матилда Вестфалска и сестра на Ото I Велики. Беатрис е сестра на Хуго Капет (крал на Франция 987 – 996), на Ото (херцог на Бургундия, 956 – 965) и на Хайнрих Велики (херцог на Бургундия, 965 – 1002). Бракът му носи собствеността на абатството Сен-Денис в Горна Лотарингия.
Последван е от сина му Дитрих I.

## Деца
Децата на Фридрих и Беатрис са:
- Хайнрих († пр. 978)
- Адалберо († 14 декември 1005), 984 епископ на Вердюн, 984 епископ на Мец
- Дитрих I от Бар († 11 април 1032), 978 херцог на Горна Лотарингия; ∞ Рихилде († пр. 995), дъщеря на Фолмар I граф на Мец и граф на Близгау († 995/996)
- дъщеря (* сл. 954), омъжена 965 г. за Бертхолд I фон Васербург (* ок. 936; † ок. 26 август 990), господар на Ризенбург и Горен Изар.